# 人生一度 (中村美律子の曲)
「人生一度」（じんせいいちど）は、2010年8月25日に発売された中村美律子のシングル。

## 解説
- デビュー25周年記念楽曲[2]。
- 前作「あなただけ」と同じく、たかたかしが作詞を、岡千秋が作曲をそれぞれ手掛けている。
- カップリング曲「あんずの夕陽に染まる街」は、2021年にアレンジを変えたニューバージョンがシングルリリースされた[3]

## 批評
CDジャーナルは、「つい、構えた腕に力が入ってくる重量感あふれたイントロだ。まさに演歌のツボを心得た楽曲アレンジ。そんな“いなたい昭和な舞台音楽”に負けない、とても力のこもった歌声が朗々と響きわたっていく。人生は一度きりだからという重いテーマを、哀愁を持った歌声で大きく包み込んだ作品。」と批評した。

## 収録曲
1. 人生一度（4分51秒）
作詞：たかたかし、作曲：岡千秋、編曲：南郷達也
2. あんずの夕陽に染まる街（3分47秒）
作詞・作曲：花岡優平、編曲：前田俊明
3. 人生一度（オリジナルカラオケ）
4. 人生一度（一般用カラオケ半音下げ）
5. あんずの夕陽に染まる街（オリジナルカラオケ）